# Mouvement brownien

Mouvement brownien d'une particule.

Simulation de mouvement brownien pour cinq particules (jaunes) qui entrent en collision avec un lot de 800 particules. Les cinq chemins bleus représentent leur trajet aléatoire dans le fluide.

Le mouvement brownien, ou processus de Wiener, est une description mathématique du mouvement aléatoire d'une « grosse » particule immergée dans un liquide et qui n'est soumise à aucune autre interaction que des chocs avec les « petites » molécules du fluide environnant. Il en résulte un mouvement très irrégulier de la grosse particule, qui a été décrit pour la première fois en 1827 par le botaniste Robert Brown en observant les mouvements spontanés de fines particules éjectées par des grains de pollen de Clarkia pulchella en suspension, puis de diverses autres plantes.
La description physique la plus élémentaire du phénomène est la suivante :
- entre deux chocs, la grosse particule se déplace en ligne droite avec une vitesse constante ;
- la grosse particule est accélérée lorsqu'elle rencontre une molécule de fluide ou une paroi.

Ce mouvement permet de décrire avec succès le comportement thermodynamique des gaz (théorie cinétique des gaz), ainsi que le phénomène de diffusion. Il est aussi très utilisé dans des modèles de mathématiques financières.

## Aspects historiques
Le philosophe et poète latin Lucrèce (60 av. J.-C.) donne une remarquable description du mouvement des particules selon les principes d'Épicure dans son œuvre De la nature des choses :

« [2,80] Si tu penses que les atomes, principes des choses, peuvent trouver le repos et dans ce repos engendrer toujours de nouveaux mouvements, tu te trompes et t'égares loin de la vérité. Puisqu'ils errent dans le vide, il faut qu'ils soient tous emportés, soit par leur pesanteur propre, soit par le choc d'un autre corps. Car s'il leur arrive dans leur agitation de se rencontrer avec choc, aussitôt ils rebondissent en sens opposés : ce qui n'a rien d'étonnant puisqu'ils sont des corps très durs, pesants, denses, et que rien derrière eux ne les arrête. Et pour mieux comprendre comment s'agitent sans fin [2,90] tous les éléments de la matière, souviens-toi qu'il n'y a dans l'univers entier aucun fond ni aucun lieu où puissent s'arrêter les atomes, puisque l'espace sans limite ni mesure est infini en tous sens, ainsi que je l'ai montré abondamment avec la plus sûre doctrine. Puisqu'il en est ainsi, il ne peut y avoir aucun repos pour les atomes à travers le vide immense ; au contraire agités d'un mouvement continuel et divers, ils se heurtent, puis rebondissent, les uns à de grandes distances, les autres faiblement, et s'éloignent peu. »

Mouvement de sphères (20 nm de diamètre) de latex fluorescentes dans de l'eau.

À l'été 1827, le naturaliste écossais Robert Brown aperçut dans le fluide situé à l’intérieur des grains de pollen de la Clarkia pulchella, de très petites particules agitées de mouvements apparemment chaotiques et non pas les grains de pollen eux-mêmes comme souvent mentionné. Brown n'est pas exactement le premier à avoir fait cette observation. Il signale lui-même que plusieurs auteurs avaient suggéré l’existence d’un tel mouvement (en lien avec les théories vitalistes de l'époque). Parmi ceux-ci, certains l’avaient effectivement décrit. On peut mentionner en particulier l’abbé John Turberville Needham (1713-1781), célèbre à son époque pour sa grande maîtrise du microscope, qui attribua ce mouvement à une activité vitale.
La réalité des observations de Brown a été discutée tout au long du XXe siècle. Compte tenu de la médiocre qualité de l'optique dont il disposait, certains ont contesté qu'il ait pu voir véritablement le mouvement brownien, qui intéresse des particules de quelques micromètres au plus. Les expériences ont été refaites par l’Anglais Brian Ford au début des années 1990, avec le matériel employé par Brown et dans les conditions les plus semblables possibles. Le mouvement a bien été observé dans ces conditions, ce qui valide les observations de Brown (et justifie le nom de mouvement brownien).
En 1900, Louis Bachelier propose un premier modèle mathématique du mouvement brownien et l'applique à la finance.

Reproduction d'un dessin de Perrin dans Mouvement brownien et réalité moléculaire. Sont représentées ici trois trajectoires de particules de mastic d'environ 1 µm de diamètre. Les positions successives des particules, pointées toutes les 30 secondes, sont reliées par des segments.

En 1905, Albert Einstein donne une description quantitative du mouvement brownien et indique notamment que des mesures faites sur le mouvement permettent d'en déduire leur dimension moléculaire. Jean Perrin réalise ce programme et publie en 1909 une valeur du nombre d'Avogadro, ce qui lui vaut un prix Nobel en 1926. Il décrit également l'extrême irrégularité des trajectoires qui n'ont de tangente en aucun point. On peut trouver un célèbre dessin de Perrin d'observations de particules.

« C’est un cas où il est vraiment naturel de penser à ces fonctions continues sans dérivées que les mathématiciens ont imaginées, et que l’on regardait à tort comme de simples curiosités mathématiques, puisque l’expérience peut les suggérer. »

— Jean Perrin
Dans cette même période, le physicien français Paul Langevin développe une théorie du mouvement brownien suivant sa propre approche (1908).
Norbert Wiener donne une définition mathématique en 1923 en construisant une mesure de probabilité sur l'espace des fonctions continues réelles. Il étudie, de manière mathématique, la continuité et non-dérivabilité des trajectoires du mouvement brownien. Il définit également l'intégrale de Wiener (l'intégrale par rapport au mouvement brownien).
En 1933, Paul Lévy démontre que le mouvement brownien est un cas particulier de martingale continue, notion inventée par Jean Ville en 1933, celui où le carré de ce mouvement soustrait de sa valeur temps reste une martingale. Il démontre également que ce cas particulier est le seul parmi les martingales à avoir ces deux propriétés. Ce faisant, il donne la définition du mouvement brownien, c'est-à-dire ses conditions nécessaires et suffisantes. En 1948, il publie le premier grand ouvrage sur le mouvement brownien Processus stochastiques et mouvement brownien. Il apporte alors de nombreux résultats.
Depuis, des études fines sur le mouvement brownien ont été réalisées par de nombreux auteurs. Citons Volker Strassen ainsi que Kiyoshi Itō, lequel développe un calcul différentiel spécifique au mouvement brownien : le calcul stochastique.
Plus récemment, David Baker et Marc Yor ont démontré, à partir du processus Carr-Ewald-Xiao décrit en 2008, que les descriptions de processus aléatoires temporels et continus, en particulier les flux financiers, par le mouvement brownien procédaient bien souvent d'une naïveté basée sur une définition empirique du mouvement brownien, les aléas ne pouvant pas toujours être définis de manières indépendantes c'est-à-dire que le drap brownien à n dimensions utilisé l'est abusivement dans un phénomène qui ne possède pas ces n dimensions.

## Approche mathématique

### Notion de processus stochastique
La difficulté de modélisation du mouvement brownien réside dans le fait que ce mouvement est aléatoire et que statistiquement, le déplacement est nul : il n'y a pas de mouvement d'ensemble, contrairement à un vent ou un courant. Plus précisément :
- à un instant donné, la somme vectorielle des vitesses de toutes les particules s'annule (il n'y a pas de mouvement d'ensemble) ;
- si l'on suit une particule donnée au cours du temps, le barycentre de sa trajectoire est son point de départ, elle « virevolte » autour du même point.

Il est difficile dans ces conditions de caractériser le mouvement. La solution fut trouvée par Louis Bachelier, et présentée dans sa thèse soutenue le 29 mars 1900. Il démontra que ce qui caractérise le mouvement, ce n'est pas la moyenne arithmétique des positions mais leur moyenne quadratique.
Ainsi, notons {\displaystyle X(t)} la variable aléatoire modélisant la position d'une particule. Si celle-ci se déplace dans un espace de dimension {\displaystyle d} (1 sur une ligne, 2 sur un plan, 3 dans l'espace), {\displaystyle X(t)} est à valeurs dans {\displaystyle \mathbb {R} ^{d}}. Si on prend par convention {\displaystyle X(t=0)=0}, la distance quadratique moyenne parcourue par la particule au cours d'un temps {\displaystyle t} vaut :
{\displaystyle \langle \,X^{2}(t)\ \rangle \ =\mathbb {E} \left[{\|X\|}^{2}(t)\right]}
On démontre alors que ce déplacement quadratique moyen est proportionnel au temps :
| {\displaystyle \langle \,X^{2}(t)\ \rangle \ =\ 2\,d\,D\,t} |

où D le coefficient de diffusion qui caractérise le mouvement brownien. Par souci d'homogénéité, on préfère souvent manipuler la moyenne quadratique du déplacement :{\displaystyle {\sqrt {\langle \,X^{2}(t)\,\rangle }}={\sqrt {2dDt}}}À l'inverse, la moyenne arithmétique des positions est nulle, le mouvement des particules n'ayant pas de direction privilégiée :{\displaystyle \langle \,X(t)\,\rangle \ =0}

### Définition
Un mouvement brownien est une martingale {\displaystyle (M_{t})} telle que
1. {\displaystyle (M_{t})} est continue,
2. {\displaystyle (M_{t}^{2}-t)} est une martingale.

### Descriptions dimensionnelles
Définition uni-dimensionnelle

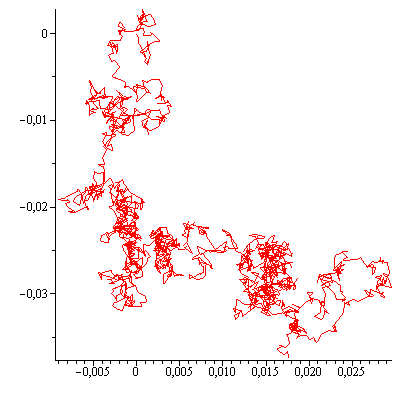
Approximation d'un mouvement brownien bidimensionnel par une marche aléatoire de 3 000 pas dont chaque pas est gaussien en abscisse et en ordonnée.

Le mouvement brownien unidimensionnel {\displaystyle (B_{t})_{t\geq 0}} est un processus stochastique dépendant du temps t et vérifiant :
1. (accroissements indépendants) Quels que soient les temps t et s tels que t > s, l'accroissement {\displaystyle B_{t}-B_{s}} est indépendant du processus {\displaystyle (B_{u})_{0\leq u\leq s}} avant le temps s.
2. (accroissements stationnaires et gaussiens) Quels que soient les temps t et s tels que t > s, l'accroissement {\displaystyle B_{t}-B_{s}} est une variable aléatoire normale de moyenne nulle et de variance t−s.
3. {\displaystyle (B_{t})_{t\geq 0}} est presque sûrement continu, c'est-à-dire pour presque toute réalisation, la fonction {\displaystyle t\mapsto B_{t}(\omega )} est continue.
4. Il est souvent supposé que {\displaystyle B_{0}=0}. On dit alors que le mouvement brownien est standard.

Définition équivalente
Le mouvement brownien unidimensionnel {\displaystyle (B_{t})_{t\geq 0}} est un processus stochastique dépendant du temps t et vérifiant :
1. Le processus {\displaystyle (B_{t})_{t\geq 0}} est un processus gaussien, c'est-à-dire pour tous temps {\displaystyle t_{1}\leq t_{2}\leq ...\leq t_{n}}, le vecteur {\displaystyle (B_{t_{1}},B_{t_{2}},...,B_{t_{n}})} est un vecteur gaussien.
2. {\displaystyle (B_{t})_{t\geq 0}} est presque sûrement continu. C'est-à-dire pour toute réalisation, la fonction {\displaystyle t\mapsto B_{t}(\omega )} est continue.
3. pour tous s et t, la moyenne est {\displaystyle \mathbb {E} [B_{t}]=0} et la covariance est {\displaystyle \mathbb {E} [B_{s}B_{t}]=\min(s,t)}.

Définition multi-dimensionnelle
Le mouvement brownien d-dimensionnel est un processus {\displaystyle (B_{t})_{t\geq 0}:=\left(B_{t}^{1},B_{t}^{2},...,B_{t}^{d}\right)_{t\geq 0}} où les processus {\displaystyle B^{1},B^{2},...,B^{d}} sont des mouvements browniens indépendants.
Autrement dit le mouvement brownien d-dimensionnel est à valeurs dans {\displaystyle \mathbb {R} ^{d}} et ses projections sur les espaces {\displaystyle \mathbb {R} ,\mathbb {R} ^{2},...,\mathbb {R} ^{d-1}} sont respectivement des mouvements browniens uni-, bi-, ..., d-1-dimensionnels.
Définition de la mesure de Wiener
Considérons {\displaystyle {\mathcal {C}}(\mathbb {R} ^{+},\mathbb {R} )} l'espace des fonctions continues de {\displaystyle \mathbb {R} ^{+}} dans {\displaystyle \mathbb {R} } et {\displaystyle (\Omega ,{\mathcal {T}},\mathbb {P} )} un espace probabilisé. Le mouvement brownien est l'application
{\displaystyle {\begin{array}{lccl}B:&\Omega &\longrightarrow &C(\mathbb {R} ^{+},\mathbb {R} )\\&\omega &\mapsto &\left(t\mapsto B_{t}(\omega )\right)\end{array}}}.
La mesure de Wiener (ou loi du mouvement brownien), souvent notée {\displaystyle W(\mathrm {d} \omega )}, est la mesure-image de {\displaystyle \mathbb {P} (\mathrm {d} \omega )} par cette application B.
Autrement dit, c'est la mesure de probabilité W sur {\displaystyle {\mathcal {C}}(\mathbb {R} ^{+},\mathbb {R} )} telle que pour tout {\displaystyle A\subset {\mathcal {C}}(\mathbb {R} ^{+},\mathbb {R} )},
{\displaystyle W(A)=\mathbb {P} ((B_{t})_{t\geq 0}\in A)}.
Remarques
- Le mouvement brownien est un processus de Lévy à accroissements gaussiens.
- Cette définition permet de démontrer des propriétés du mouvement brownien, par exemple sa continuité (presque sûre), le fait que presque sûrement, la trajectoire n'est différentiable nulle part, et de nombreuses autres propriétés.
- On pourrait également définir le mouvement brownien par rapport à sa variation quadratique moyenne. Cette définition, classiquement appelée théorème de Lévy, donne la caractérisation suivante : un processus stochastique à trajectoires continues dont la variation quadratique est t est un mouvement brownien. Ceci se traduit mathématiquement par le fait que pour une filtration donnée, {\displaystyle (B_{t})_{t\geq 0}} et {\displaystyle (B_{t}^{2}-t)_{t\geq 0}} sont des martingales.

### Propriétés
- Les trajectoires du mouvement brownien sont presque sûrement nulle part dérivables, c'est-à-dire que pour presque tout {\displaystyle \omega \in \Omega }, la fonction {\displaystyle t\mapsto B_{t}(\omega )} est une fonction continue nulle part dérivable.
- La covariance est donnée par {\displaystyle \mathbb {E} [B_{s}B_{t}]=\min(s,t)} pour tous réels s et t.
- Le mouvement brownien a la propriété de Markov forte : pour tout temps d'arrêt T, conditionnellement à {\displaystyle [T<\infty ]}, le processus {\displaystyle (B_{t}^{T})_{t\geq 0}:=(B_{T+t}-B_{T})_{t\geq 0}} est un mouvement brownien indépendant du processus {\displaystyle (B_{s})_{0\leq s<T}}.
- Sa transformée de Fourier ou fonction caractéristique est donnée par {\displaystyle \mathbb {E} \left[e^{iuB_{t}}\right]=e^{-{\frac {tu^{2}}{2}}}}. On retrouve le fait que le mouvement brownien soit un processus de Lévy sans dérive, sans sauts et de coefficient quadratique 1/2.
- Le mouvement brownien est homogène en temps : pour tout s > 0, {\displaystyle (B_{t+s}-B_{s})_{t\geq 0}} est un mouvement brownien indépendant de {\displaystyle (B_{u})_{0\leq u\leq s}}.
- Le processus -B est un mouvement brownien.
- Propriété de stabilité -  Pour tout c > 0, le processus {\displaystyle \left(cB_{\frac {t}{c^{2}}}\right)_{t\geq 0}} est un mouvement brownien. On dit que le mouvement brownien est stable d'indice 2.
- Inversion du temps - Le processus {\displaystyle \left(tB_{\frac {1}{t}}\right)_{t>0}} qui s'annule en t=0 est un mouvement brownien.
- Récurrence Le mouvement brownien d-dimensionnel est récurrent si et seulement si d=1 ou d=2. C'est-à-dire

si {\displaystyle d\in \{1,2\}}, l'ensemble {\displaystyle \{t\geq 0,||B_{t}-x||\leq r\}} est non borné pour tout {\displaystyle x\in \mathbb {R} ^{d}} et tout {\displaystyle r\gneq 0},
si {\displaystyle d\geq 3,\,\,\,\lim _{t\rightarrow \infty }\|B_{t}\|=+\infty } presque sûrement.
- Principe de réflexion

{\displaystyle \mathbb {P} [\sup _{0\leq s\leq t}B_{s}\geq a]=2\mathbb {P} [B_{t}\geq a]=\mathbb {P} [|B_{t}|\geq a].}

### Construction mathématique
Donnons d'autres manières de construire le mouvement brownien.

#### Au moyen du théorème de consistance de Kolmogorov
Soit {\displaystyle (f_{t})_{t\in \mathbb {R} _{+}}} une famille de fonctions à valeurs réelles appartenant à {\displaystyle L^{2}(\mathbb {R} _{+})}. Posons alors :
{\displaystyle \forall (u,v)\in \mathbb {R} _{+}^{2}{\text{, }}s(u,v)={\langle f_{u},f_{v}\rangle }_{L^{2}(\mathbb {R} _{+})}=\int _{\mathbb {R} _{+}}f_{u}(x)f_{v}(x)\mathrm {d} x}
Alors, la fonction satisfait la propriété suivante :
{\displaystyle \forall k\in \mathbb {N} ^{*}} et tous {\displaystyle t_{1},...,t_{k}\in \mathbb {R} _{+}}, la matrice {\displaystyle \left(s(t_{i},t_{j})\right)_{1\leq i,j\leq k}} est symétrique et semi-définie positive.
Au moyen du théorème de consistance de Kolmogorov, on peut construire un processus gaussien {\displaystyle \{Y_{t}\}_{t\in \mathbb {R} _{+}}} dont la fonction moyenne m est arbitraire et dont la fonction de covariance est s définie au-dessus.
Lorsque {\displaystyle (f_{t})_{t\in {\mathbb {R} _{+}}}=\left({\sqrt {c}}\,1\!\!1_{[0,t]}\right)_{t\in \mathbb {R} _{+}}} où {\displaystyle c>0} est une constante ne dépendant pas de t, et où {\displaystyle 1\!\!1_{[0,t]}} est la fonction indicatrice sur [0,t], il résulte de l'expression de s que pour tout {\displaystyle (u,v)\in {\mathbb {R} _{+}^{2}}} :
{\displaystyle s(u,v)=c\int \limits _{\mathbb {R} }1\!\!1_{[0,u]}(s)1\!\!1_{[0,v]}(s)\mathrm {d} s=c\,\min(u,v)}
Dans ce cas-là, la matrice {\displaystyle \left(s(t_{i},t_{j})\right)_{1\leq i,j\leq k}} est symétrique et définie positive pour tout {\displaystyle k\in \mathbb {N} ^{*}} et {\displaystyle t_{1},...,t_{k}} 2 à 2 distincts.
On dit qu'un processus gaussien à valeurs réelles indexé par {\displaystyle \mathbb {R} _{+}} est un mouvement brownien lorsque le processus est centré (i.e. l'application {\displaystyle t\mapsto \mathbb {E} X_{t}} est identiquement nulle) et que sa fonction de covariance s est donnée ci-dessus. D'habitude, un mouvement brownien est noté par {\displaystyle \{B_{t}\}_{t\in \mathbb {R} _{+}}}.
Signalons que {\displaystyle c=\operatorname {Var} (B_{1})}. Lorsque c = 1, le mouvement brownien est dit standard.

#### Au moyen d'une marche aléatoire
Le théorème de Donsker (1951) montre qu'une marche aléatoire convenablement renormalisée converge en loi vers le mouvement brownien.
{\displaystyle \left({\frac {1}{\sigma {\sqrt {n}}}}\left(\sum _{k=1}^{[nt]}U_{k}+(nt-[nt])U_{[nt]+1}\right)\right)_{0\leq t\leq 1}{\underset {n\rightarrow \infty }{\longrightarrow }}(B_{t})_{0\leq t\leq 1}}
où [.] est la partie entière et les variables aléatoires (Un, n ≥ 1) sont iid, centrées, de carré intégrable et de variance {\displaystyle \sigma }2. La convergence {\displaystyle {\underset {n\rightarrow \infty }{\longrightarrow }}} est la convergence en loi dans l'espace C([0,1]) des fonctions continues sur [0,1] muni de sa tribu borélienne.
Cette convergence donne une définition du mouvement brownien comme l'unique limite (en loi) de marches aléatoires renormalisées.

#### Au moyen d'une série de Fourier
Donnons une construction du mouvement brownien fondée sur les séries de Fourier.
Soient deux suites indépendantes {\displaystyle (N_{k},k\in \mathbb {N} )} et {\displaystyle (N'_{k},k\in \mathbb {N} )} de variables aléatoires indépendantes de loi normale {\displaystyle {\mathcal {N}}(0,1)}. Le processus {\displaystyle (B_{t})_{t\geq 0}} défini par la série
{\displaystyle B_{t}:=tN_{0}+\sum _{k=1}^{+\infty }{\frac {\sqrt {2}}{2\pi k}}\left(N_{k}(\cos(2\pi kt)-1)+N_{k}'\sin(2\pi kt)\right)}
est un mouvement brownien.

#### Excursion brownienne

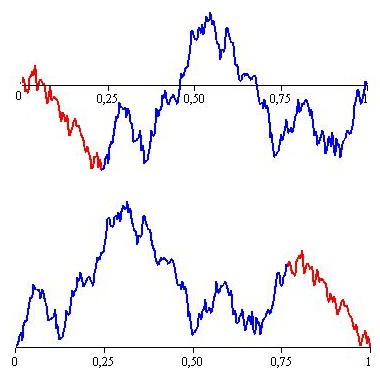
en haut : simulation d'un pont brownien standard.
en bas : simulation d'une excursion brownienne normalisée.

Considérons {\displaystyle {\mathcal {B}}:=\{t\geq 0,B_{t}=0\}} l'ensemble des zéros du mouvement brownien unidimensionnel (ensemble des temps où le mouvement brownien s'annule). Le complémentaire de {\displaystyle {\mathcal {B}}} est une suite d'intervalles ouverts que l'on note {\displaystyle \bigcup _{n\geq 1}{\mathcal {B}}_{n}}. Chaque intervalle a une longueur notée {\displaystyle |{\mathcal {B}}_{n}|}.
Pour chaque n ≥ 1, on définit les processus {\displaystyle e_{n}:=(e_{n}(t),0\leq t\leq |{\mathcal {B}}_{n}|)} et {\displaystyle e_{n}^{norm}:=(e_{n}^{norm}(t),0\leq t\leq 1)} par
{\displaystyle e_{n}(t):=B_{t+\inf {\mathcal {B}}_{n}}} pour tout {\displaystyle 0\leq t\leq |{\mathcal {B}}_{n}|},
{\displaystyle e_{n}^{norm}(t):={\frac {B_{t|{\mathcal {B}}_{n}|+\inf {\mathcal {B}}_{n}}}{\sqrt {|{\mathcal {B}}_{n}|}}}} pour tout {\displaystyle 0\leq t\leq 1}.
{\displaystyle e_{n}} est appelée l'excursion brownienne, {\displaystyle e_{n}^{norm}} est l'excursion brownienne normalisée (voir le livre de Itô et McKean).
Les excursions sont soit "au-dessus" de 0 (s'il existe un t tel que {\displaystyle e_{n}(t)>0}) soit "au-dessous" de 0 (s'il existe un t tel que {\displaystyle e_{n}(t)<0}).
Propriétés
- Les excursions {\displaystyle (e_{n},n\geq 1)} sont indépendantes et de même loi. De même pour {\displaystyle (e_{n}^{norm},n\geq 1)}. {\displaystyle e_{1}^{norm}} est markovien avec :

{\displaystyle \mathbb {P} _{0}[e_{1}^{norm}(t)\in \mathrm {d} x|\operatorname {sgn} (e_{1})>0]={\frac {2x^{2}}{\sqrt {2\pi t^{2}(1-t)^{2}}}}e^{\frac {-x^{2}}{2t(1-t)}}\mathrm {d} x}.
- Les signes des excursions sont indépendantes et de loi {\displaystyle \mathbb {P} [\operatorname {sgn} (e_{1})>0]=\mathbb {P} [\operatorname {sgn} (e_{1})<0]={\frac {1}{2}}}.
- Il existe des liens entre l'excursion brownienne et le pont brownien.

### Estimation du nombre d'Avogadro
La formule suivante permet de calculer le coefficient de diffusion d'un couple particule-fluide par la loi de Stokes-Einstein :
{\displaystyle D={\frac {k_{B}T}{6\pi \eta r}}}
où T est la température, η la viscosité dynamique du fluide, r le rayon de la particule, kB la constante de Boltzmann.

### Considérations énergétiques
La quantité d'énergie mise en œuvre par le mouvement brownien est négligeable à l'échelle macroscopique. On ne peut pas en tirer de l'énergie pour réaliser un mouvement perpétuel de seconde espèce, et violer ainsi le deuxième principe de la thermodynamique.
Toutefois, il a été démontré que certains processus biologiques à l'échelle cellulaire peuvent orienter le mouvement brownien afin d'en soutirer de l'énergie. Cette transformation ne contrevient pas au deuxième principe de la thermodynamique tant et aussi longtemps qu'un échange de rayonnement peut maintenir la température du milieu (système dissipatif) donc la vitesse moyenne des particules. Il faut aussi considérer que la dissipation de ce mouvement brownien sous forme d'énergie utilisable engendre une croissance de l'entropie globale du système (ou de l'univers).

### Généralisations
- Une généralisation naturelle est la feuille brownienne.
- Une généralisation est le processus de Lévy.

## Approche expérimentale

### Expérience de Jean Perrin et Léon Brillouin (1908)
Jean Perrin réalisera avec Léon Brillouin une expérience qui confirmera l'interprétation décrite par Albert Einstein.

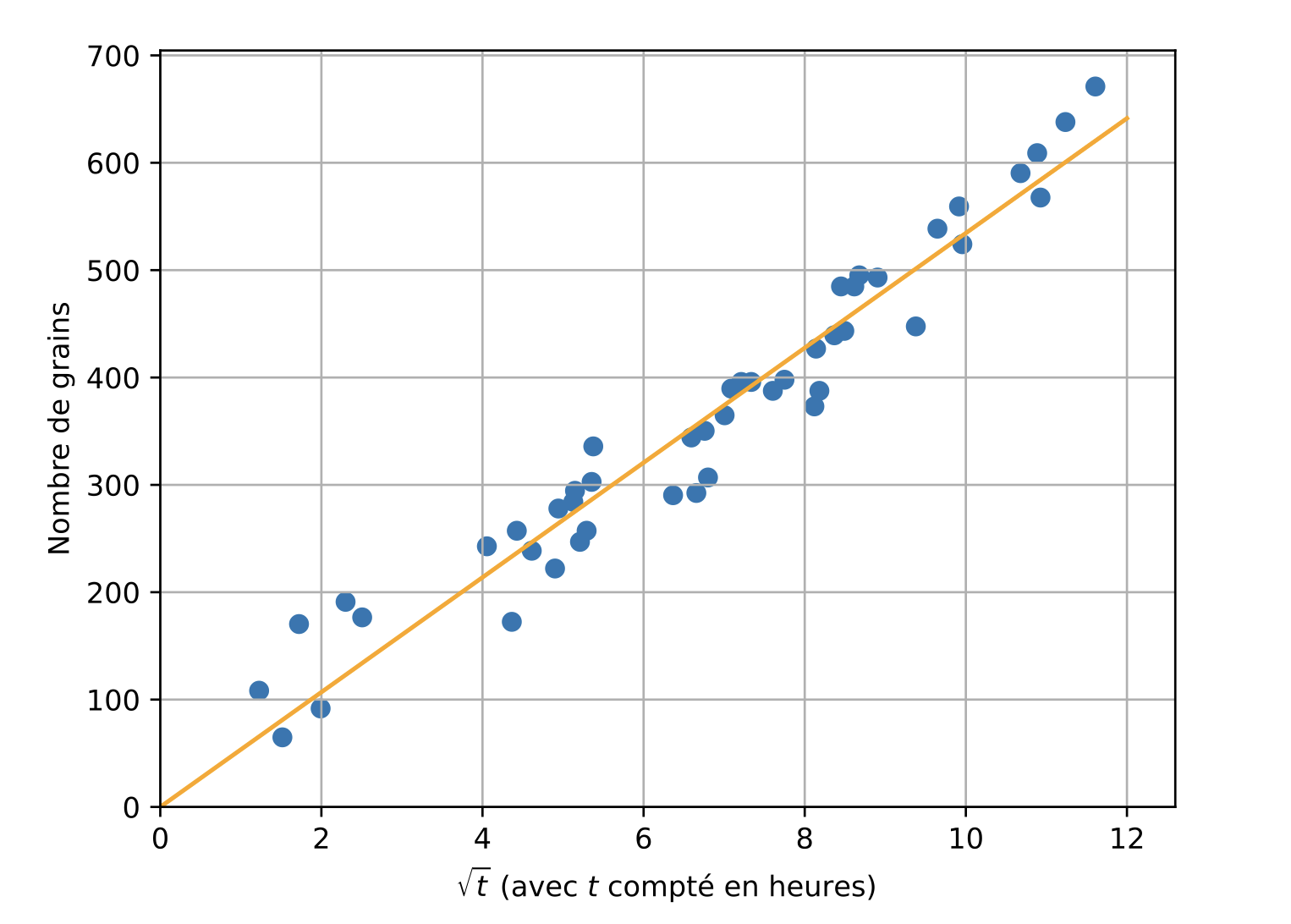
Courbe représentant le carré du nombre de grains déposés sur une aire 𝑆 = 2.1 de la paroi couvre-objet en fonction du temps exprimé en heures.

Elle consiste à préparer une solution de grains colloïdaux dont le rayon est de 0.52 {\displaystyle \mu m} dans un mélange eau-glycérol. On place ensuite cette solution colloïdale pour laquelle le nombre de grains par unité de volume est initialement uniforme, entre deux lames de microscope séparées d'un millimètre. Cette distance entre les deux lames suffit pour considérer que l'évolution de la densité de grains au voisinage des parois se fait dans un milieu semi-infini. Le tout est placé dans un thermostat de température égale à 38,7 degrés Celsius.
Perrin remarque que les particules qui viennent en contact avec les parois du récipient y restent collées, ce qui entraîne une déplétion en particules des régions proches des parois. Il comprend alors qu'on peut déterminer le coefficient de diffusion de ces particules en enregistrant au cours du temps, le nombre de particules par unité de surface qui se déposent sur le couvre-objet.

## Quelques modélisations dans un espace euclidien

### Équation de Langevin (1908)
Dans l'approche de Langevin, la grosse particule brownienne de masse m animée à l'instant t d'une vitesse {\displaystyle v(t)} est soumise à deux forces :
- une force de frottement fluide du type  {\displaystyle f\,=\,-\,k\,v}, où k est une constante positive ;
- un bruit blanc gaussien  {\displaystyle \eta (t)}

Bruit blanc gaussien
Un bruit blanc gaussien  {\displaystyle \eta (t)} est un processus stochastique de moyenne nulle :
{\displaystyle \langle \,\eta (t)\,\rangle \ =\ 0}
et totalement décorrélé dans le temps ; sa fonction de corrélation à deux points vaut en effet :
{\displaystyle \langle \,\eta (t_{1})\ \eta (t_{2})\,\rangle \ =\ \Gamma \ \delta (t_{1}-t_{2})}
Dans cette formule, {\displaystyle \Gamma } est une constante positive, et {\displaystyle \delta (t)} est la distribution de Dirac.
Dans ces deux formules, la moyenne est prise sur toutes les réalisations possibles du bruit blanc gaussien. On peut formaliser ceci en introduisant une intégrale fonctionnelle, encore appelée intégrale de chemin d'après Feynman, définie pour la mesure gaussienne dite « mesure de Wiener ». Ainsi, on écrit :
{\displaystyle \langle \,\eta (t_{1})\ \eta (t_{2})\,\rangle \ =\ \int \left[\,{\mathcal {D}}\eta (t)\,\right]\ \eta (t_{1})\ \eta (t_{2})\ {\textrm {e}}^{-{\frac {1}{2\Gamma }}\int _{t_{1}}^{t_{2}}{\dot {\eta }}^{2}(\tau )d\tau }}
où {\displaystyle {\dot {\eta }}} est la dérivée de {\displaystyle \eta } par rapport au temps t.
Le principe fondamental de la dynamique de Newton conduit à l'équation stochastique de Langevin :
| {\displaystyle m\,{\frac {dv(t)}{dt}}\ =\ -\,k\,v(t)\ +\ \eta (t)} |

## Processus d’Ornstein-Uhlenbeck
Le processus d'Ornstein-Uhlenbeck est un processus stochastique
décrivant (entre autres) la vitesse d'une particule dans un fluide, en dimension 1.
On le définit comme étant la solution {\displaystyle X_{t}} de l'équation différentielle stochastique suivante :
{\displaystyle dX_{t}={\sqrt {2}}dB_{t}-X_{t}dt},
où {\displaystyle B_{t}} est un mouvement brownien standard,
et avec {\displaystyle X_{0}} une variable aléatoire donnée.
Le terme {\displaystyle dB_{t}} traduit les nombreux chocs aléatoires subis par la particule,
alors que le terme {\displaystyle -{X_{t}}dt} représente la force de frottement subie par la particule.
La formule d'Itô appliquée au processus {\displaystyle {e^{t}}X_{t}} nous donne :
{\displaystyle d({e^{t}}X_{t})={e^{t}}{X_{t}}dt+{e^{t}}({\sqrt {2}}{dB_{t}}-{X_{t}}dt)={e^{t}}{\sqrt {2}}{dB_{t}}},
soit, sous forme intégrale :
{\displaystyle X_{t}={X_{0}}e^{-t}+{\sqrt {2}}e^{-t}\int _{0}^{t}{e^{s}}dB_{s}}
Par exemple, si {\displaystyle X_{0}} vaut presque sûrement {\displaystyle x}, la loi de {\displaystyle X_{t}} est une loi gaussienne de moyenne {\displaystyle xe^{-t}} et de variance {\displaystyle 1-e^{-2t}},
ce qui converge en loi quand {\displaystyle t} tend vers l'infini vers la loi gaussienne centrée réduite.

### Marches aléatoires
On peut aussi utiliser un modèle de marche aléatoire (ou au hasard), où le mouvement se fait par sauts discrets entre positions définies (on a alors des mouvements en ligne droite entre deux positions), par exemple dans le cas de la diffusion dans les solides. On modélise alors les sauts successifs par des variables aléatoires {\displaystyle Z_{i}} où {\displaystyle i\in \mathbb {N} ^{*}}, et la position d'une particule au temps discret {\displaystyle n\in \mathbb {N} } est donnée par :{\displaystyle X_{n}=\sum _{i=1}^{n}Z_{i}}Sous certaines hypothèses (typiquement, les {\displaystyle Z_{i}} sont i.i.d., de moyenne nulle et de variance finie {\displaystyle \sigma ^{2}=2D}), l'expression de la moyenne quadratique de {\displaystyle X_{n}} est analogue au cas continu :{\displaystyle \langle \,X_{n}^{2}\,\rangle =2dDn}

### Marche aléatoire à une dimension d'espace (Exemple)
Considérons la marche aléatoire d'une particule sur l'axe Ox. On suppose que cette particule effectue des sauts de longueur a entre deux positions contigües situées sur le réseau : {\displaystyle \{\,n\,a\ ,n\in \mathbb {Z} \,\}} de maille a sur l'axe, chaque saut ayant une durée {\displaystyle \tau }.
Il faut encore se donner un nombre p tel que : 0 < p < 1. L'interprétation physique de ce paramètre est la suivante :
- p représente la probabilité que la particule fasse un saut vers la droite à chaque instant ;
- q = 1 - p représente la probabilité que la particule fasse un saut vers la gauche à chaque instant.

Le cas du mouvement brownien correspond à faire l'hypothèse d'isotropie spatiale. Toutes les directions de l'espace physique étant a priori équivalentes, on pose l'équiprobabilité :
| {\displaystyle p\ =\ q\ =\ {\frac {1}{2}}} |

La figure ci-dessous montre un exemple typique de résultat : on trace les positions successives x(k) de la particule aux instants k, partant de la condition initiale x(0)=0.

#### Probabilités de transition conditionnelle
On définit la probabilité de transition conditionnelle :
| {\displaystyle P(n\|m,s)\ =\ P(na\|ma,s\tau )} |

comme étant la probabilité de trouver la particule au site ma à l'instant {\displaystyle s\tau } sachant qu'elle était au site na à l'instant initial 0.
L'hypothèse d'isotropie conduit à écrire la loi d'évolution de cette probabilité de transition conditionnelle :
| {\displaystyle P(n\|m,s+1)\ =\ {\frac {1}{2}}\ \left[\ P(n\|m+1,s)\ +\ P(n\|m-1,s)\ \right]} |

On en déduit la relation suivante :
| {\displaystyle P(n\|m,s+1)\,-\,P(n\|m,s)\ =\ {\frac {1}{2}}\ \left[\ P(n\|m+1,s)\,+\,P(n\|m-1,s)\,-\,2\ P(n\|m,s)\ \right]} |

#### Convergence vers le mouvement brownien. Équation de Fokker-Planck
Prenons la limite continue de l'équation précédente lorsque les paramètres :
- {\displaystyle \tau \ \to \ 0}
- {\displaystyle a\ \to \ 0}

On verra à la fin du calcul que la combinaison {\displaystyle a^{2}/2\tau } doit en fait rester constante dans cette limite continue.
Il vient, en réintroduisant le paramètre adéquat pour faire un développement limité :
| {\displaystyle P(n\|m,(s+1)\tau )\ -\ P(n\|m,s\tau )\ =\ \tau \ {\frac {\partial P(n\|m,s\tau )}{\partial t}}\ +\ O(\tau ^{2})} |

D'autre part, on peut écrire :
| {\displaystyle P(n\|(m\pm 1)a,s)\ =\ P(n\|ma,s)\,\pm \,a\ {\frac {\partial P(n\|ma,s)}{\partial x}}\,+\,{\frac {a^{2}}{2}}\ {\frac {\partial ^{2}P(n\|ma,s)}{\partial x^{2}}}\,+\,O(a^{3})} |

de telle sorte que le crochet se réduise à :
| {\displaystyle P(n\|m+1,s)\,+\,P(n\|m-1,s)\,-\,2\ P(n\|m,s)\ =\ a^{2}\ {\frac {\partial ^{2}P(n\|ma,s)}{\partial x^{2}}}\,+\,O(a^{3})} |

On en déduit l'équation de Fokker-Planck :
| {\displaystyle \tau \ {\frac {\partial P(x_{0}\|x,t)}{\partial t}}\ =\ {\frac {a^{2}}{2}}\ {\frac {\partial ^{2}P(x_{0}\|x,t)}{\partial x^{2}}}} |

qu'on peut réécrire :
| {\displaystyle {\frac {\partial P(x_{0}\|x,t)}{\partial t}}\ =\ D\ {\frac {\partial ^{2}P(x_{0}\|x,t)}{\partial x^{2}}}} |

en introduisant le coefficient de diffusion :
| {\displaystyle D\ =\ {\frac {a^{2}}{2\tau }}} |

#### Solution de l'équation de Fokker-Planck
En plus de l'équation de Fokker-Planck, la densité de probabilité de transition conditionnelle {\displaystyle P(x_{0}|x,t)} doit vérifier les deux conditions supplémentaires suivantes :
- la normalisation des probabilités totales :

| {\displaystyle \forall \ t\ >\ 0\ ,\quad \int _{-\infty }^{+\infty }dx\ P(x_{0}\|x,t)\ =\ 1} |

- la condition initiale :

| {\displaystyle \lim _{t\to 0}P(x_{0}\|x,t)\ =\ \delta (x-x_{0})} |

où {\displaystyle \delta (x)} est la distribution de Dirac.
La densité de probabilité de transition conditionnelle {\displaystyle P(x_{0}|x,t)} est donc essentiellement une fonction de Green de l'équation de Fokker-Planck. On peut démontrer qu'elle s'écrit explicitement :
| {\displaystyle P(x_{0}\|x,t)\ =\ {\frac {1}{\sqrt {4\pi Dt}}}\ \exp \,\left[\ -\ {\frac {(x-x_{0})^{2}}{4Dt}}\ \right]} |

Moments de la distribution
Posons {\displaystyle x_{0}=0} pour simplifier. La densité de probabilité de transition conditionnelle {\displaystyle P_{0}(x,t)=P(0|x,t)} permet le calcul des divers moments :
{\displaystyle \langle \,x^{n}(t)\ \rangle \ =\ \int _{-\infty }^{+\infty }dx\ x^{n}\ P_{0}(x,t)}
La fonction {\displaystyle P_{0}} étant paire, tous les moments d'ordre impair sont nuls. On peut facilement calculer tous les moments d'ordre pair en posant :
{\displaystyle \alpha \ =\ {\frac {1}{4Dt}}}
et en écrivant que :
{\displaystyle \langle \,x^{2n}(t)\ \rangle \ =\ {\sqrt {\frac {\alpha }{\pi }}}\ \int _{-\infty }^{+\infty }dx\ x^{2n}\ \mathrm {e} ^{-\alpha x^{2}}\ =\ (-1)^{n}\ {\sqrt {\frac {\alpha }{\pi }}}\ {\frac {d^{n}~}{d\alpha ^{n}}}\ \left[\,\int _{-\infty }^{+\infty }dx\ \mathrm {e} ^{-\alpha x^{2}}\,\right]}
On obtient explicitement :
{\displaystyle \langle \,x^{2n}(t)\ \rangle \ =\ (-1)^{n}\ {\sqrt {\frac {\alpha }{\pi }}}\ {\frac {d^{n}~}{d\alpha ^{n}}}\ \left[\,{\sqrt {\frac {\pi }{\alpha }}}\,\right]\ =\ (-1)^{n}\ {\sqrt {\alpha }}\ {\frac {d^{n}~}{d\alpha ^{n}}}\ \left[\,{\frac {1}{\sqrt {\alpha }}}\,\right]}
On retrouve notamment pour le moment d'ordre deux :
{\displaystyle \langle \,x^{2}(t)\ \rangle \ =\ -\,{\sqrt {\alpha }}\,{\frac {d~}{d\alpha }}\,\left[\,{\frac {1}{\sqrt {\alpha }}}\,\right]\ =\ (-\,{\sqrt {\alpha }})\,\times \,\left(-\,{\frac {1}{2\alpha ^{3/2}}}\right)\ =\ {\frac {1}{2\alpha }}\ =\ 2Dt}

## Mouvement brownien sur unevariété riemannienne
On appelle mouvement brownien sur une variété riemannienne V le processus stochastique continu markovien dont le semigroupe de transition à un paramètre est engendré par {\displaystyle 1/2\,\Delta _{V}}, où {\displaystyle \Delta _{V}} est l'opérateur de Laplace-Beltrami sur la variété V [réf. souhaitée].